# بوقا
بوقا (انگلیسی: Buqa; ۱ ژانویهٔ ۱۲۵۰ – ۱۶ ژانویهٔ ۱۲۸۹) سیاست‌مدار اهل ایلخانان بود. ارباب و صدراعظم مغول بود که در به قدرت رساندن ارغون‌خان به عنوان چهارمین ایلخانان ایران در سال ۱۲۸۴ نقش داشت و وزیر ارشد او شد. وزیر (عنوان) و مشاور جانشین شمس‌الدین محمد جوینی که ارغون او را اعدام کرده بود.